# 神田日勝
神田 日勝（かんだ にっしょう、1937年12月8日 – 1970年8月25日）は日本の画家。
東京市板橋区練馬（現東京都練馬区練馬）生まれ。7歳のときに戦火を逃れる為に一家で北海道鹿追町へ疎開し、そのまま定住。農業をするかたわら独学で油絵をはじめ、その後、平原社美術協会展（平原社展）や全道美術協会展（全道展）、独立美術協会展（独立展）で活躍。北海道を代表する画家として評価を得つつも、32歳で死去した。
ベニヤ板にペインティングナイフで描く力強いタッチのリアリズム絵画で知られる。農家でもあったことから、農耕馬や牛などをモチーフにした絵も多い。
同じく画家で北海道教育大学教授であった神田一明は兄。

## 生涯
1937年（昭和12年）東京の練馬に生まれる。1945年（昭和20年）、東京大空襲に遭遇。戦火を逃れる為、一家で北海道鹿追町へ疎開する。
1950年（昭和25年）に鹿追中学校に入学し、美術部を創設する。1952年（昭和27年）頃には兄・一明の影響を受け、油絵を始めた。1953年（昭和28年）に中学を卒業、美術が特に優れていたとして賞を受ける。そして東京芸術大学に進んだ兄の神田一明に代わり、農業を継ぐ。
1956年（昭和31年）、平原社美術協会展（平原社展）に『痩馬』を公募展初出品、朝日奨励賞を受賞する。その後も同展や全道美術協会展（全道展）など北海道内の公募展に出品し、1964年（昭和39年）からは独立美術協会展（独立展）にも入選を重ね、評価を固めていく。1962年（昭和37年）に結婚、1964年に長男、1968年に長女が誕生する。
1970年（昭和45年）、全道展に代表作『室内風景』を出品。同年8月25日、腎盂炎による敗血症のため死去。32歳であった。

## 画風
神田日勝の画歴は決して長くはないが、その中でもさまざまな画風の変遷が見える。しかし、ベニヤ板にペインティングナイフを使った独特のスタイルは変わらなかった。

## エピソード

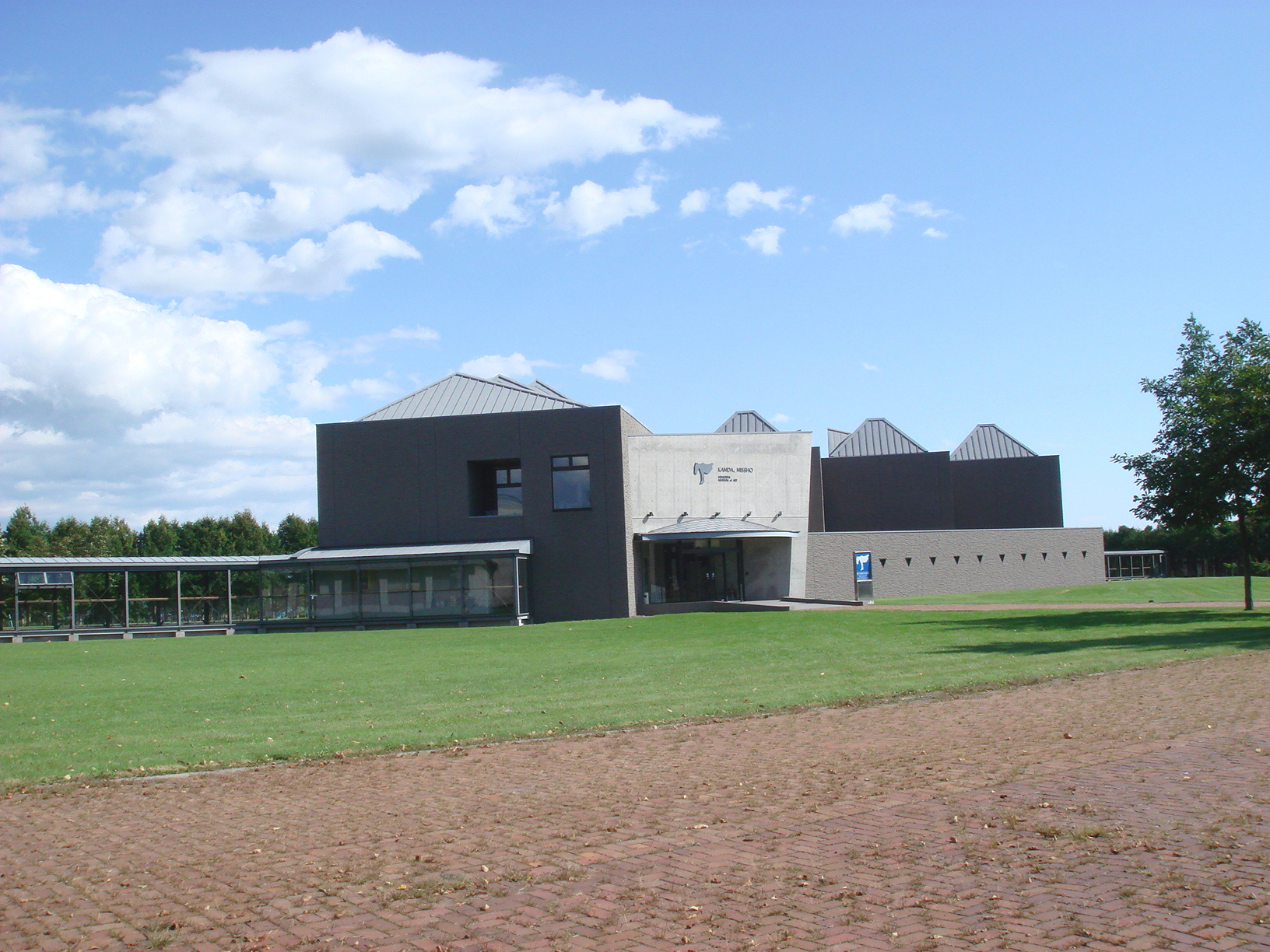
神田日勝記念美術館

- 農民画家と言われることを嫌い、自分のことを「画家である、農家である」と区別して語っていた[6][7]。
- 1993年（平成5年）には鹿追町に鹿追町立神田日勝記念館が開館[8]。その後、記念館は2006年（平成18年）に神田日勝記念美術館と改称、現在に至る。
- 2019年（平成31年）4月より放送されたNHK連続テレビ小説『なつぞら』で吉沢亮演じる登場人物、山田天陽のモデルとされている[9][10]。
- 命日の8月25日には、神田日勝記念美術館で「馬耕忌」が実施される。例年は50人程度収容のホールで実施したが、2019年は前述の山田天陽役の吉沢を招いてトークショーを企画し、600人程度のホールに倍率6倍の抽選の当選者を集めた[11]。

## 主な作品
- 『牛』（1964年）神田日勝記念美術館蔵
  - 腹を割かれた牛[注釈 1]がモチーフの作品。その後の色彩豊かな作品に通ずる赤々とした腹が印象的。
- 『画室A』（1966年）神田日勝記念美術館蔵
  - 『画室E』まで続く一連のカラフルな『画室』シリーズの最初の作品。
- 『室内風景』（1970年）北海道立近代美術館蔵
  - 日勝最後の展覧会出品作。新聞が壁と床一面に張られた部屋で、男が一人うずくまっている印象的な絵。日勝の没後に全国的な注目を浴びるきっかけとなった作品。
- 『馬（絶筆・未完）』（1970年）神田日勝記念美術館蔵
  - 絶筆。制作中に病に倒れたため、後ろ足が全く描かれていない。しかし、未完ながらも完成形の様な雰囲気がある。神田日勝記念美術館のロゴマークにも採用されている。

## 展覧会
- 1971年「神田日勝遺作展」柳屋画廊（東京都）
- 1978年「荒野に燃ゆ 神田日勝の世界」北海道立近代美術館、小田急グランドギャラリー、帯広市民会館
- 1997年「海と大地の邂造 木田金次郎と神田日勝」[12] 神田日勝記念館、木田金次郎美術館
- 1998年「練馬の美術'98 神田日勝と深井克美」練馬区立美術館
- 2011年「神田日勝～北の大地から―馬と歩んだ画業」馬の博物館
- 2016年「北海道の大地から～神田日勝展」尾道市立美術館
- 2020年「神田日勝 大地への筆触」東京ステーションギャラリー、神田日勝記念美術館、北海道立近代美術館

## 関連資料

### 作品集・画集・美術全集
- 『神田日勝 画集』北海道新聞社、1978年。
- 『画集 神田日勝』北海道新聞社、1995年。
- 『神田日勝デッサン集』鈴木正實（監修）、神田日勝記念館（編）、北海道新聞社、1999年。
- 『画集 神田日勝』神田日勝記念美術館、2014年。
- 『神田日勝作品集成』神田日勝記念美術館、2019年。

- 『日本美術全集』第19巻、辻惟雄、泉武夫、山下裕二、板倉聖哲（編集委員）、小学館、2015年。

### 展覧会図録
- 『荒野に燃ゆ 神田日勝の世界』、北海道立近代美術館（編）、神田日勝展帯広展実行委員会・北海道新聞社（発行）、1978年。
- 『練馬の美術'98 神田日勝と深井克美』、練馬区立美術館、1998年。
- 『神田日勝～北の大地から―馬と歩んだ画業』、馬の博物館、2011年。
- 『神田日勝 大地への筆触』、東京ステーションギャラリー（編）、北海道新聞社（発行）、2020年。

### 単行書
- らんぷの会（編）『神田日勝』、鹿追町美術研究会、1977年。全国書誌番号:84031327、NCID BB08025629。全102頁、図版11枚 ; 21cm。神田日勝の肖像あり、同略年譜：102頁。
- 鈴木正実『神田日勝 : 北辺のリアリスト』北海道立近代美術館（編）、北海道新聞社〈ミュージアム新書 ; 4〉、1984年。
- 神田ミサ子『私の神田日勝』、北海道新聞社、1992年、全国書誌番号:92035435、ISBN 4-89363-631-6。
- 鈴木正實『神田日勝の世界 : 二度生きる』、北海道新聞社、2003年。

### 逐次刊行物
- 宗左近「日本の子守歌Ⅰ 北辺の農民画家・神田日勝」『時代』創刊号、1971年7月。
- 久保貞次郎「神田日勝の絵と人」『小原流挿花』第21巻第10号、1971年10月。
- 秦恒平「特集・2 現代の「細密画」 ＜原色版・アート写真版＞ / 神田日勝 ; 渡辺隆次 ; 前田常作 ; 大野俶嵩 ; 城景都 ; 海老原友忠 ; 東千賀 ; 緒形洪章 ; 秀島由巳男 ; 頭川政始 ; 高橋一栄 ; 桑原盛行」『芸術新潮』第26巻第12号（通号312）、52-68頁、新潮社、1975年12月。doi:10.11501/6048563、ISSN 0435-1657。
- 宗左近「神田日勝(1937～1970) (「ハングリー」が生んだ絵<特集>)」 『芸術新潮』第31巻第9号、28～29頁、1980年9月。
- 椹木野衣「飢餓と渇望の絵 奈良美智とあんにやの世界」『ユリイカ』第49巻第13号、2017年7月。
- 池上英洋「神田日勝 試行し続けた〝農民画家〟」『芸術新潮』第71巻第6号、86～93頁、2020年6月。
- 中野中「多彩と混迷の危うい活況―1975年前後」『美術の窓』第39巻第9号、14頁、2020年9月。